# Winkte

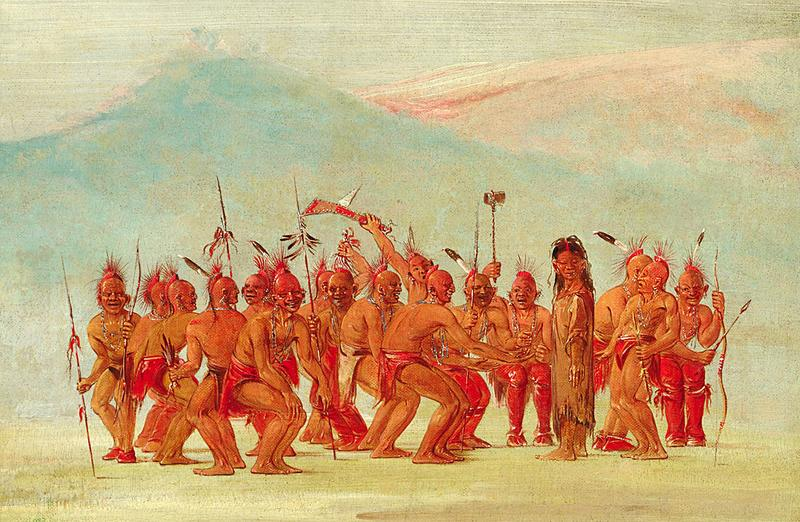
Scena z Taniec dla berdashe, George Catlin.

Winkte, także wíŋtke – skrót od słowa winyanktehca, oznaczającego „[chce] być jak kobieta” pochodzącego ze starego języka lakota. Historycznie była to specjalna rola kulturowa (trzecia płeć) stworzona przez społeczeństwo Dakotów dla mężczyzn homoseksualnych, transseksualnych, nie identyfikujących się z męską rolą płciową lub własną płcią biologiczną, stawiająca ich ponad podziałem na płci i dająca im dostęp do obydwu sfer kulturowych: męskiej i żeńskiej. Termin ten może też obejmować kobiety o tego rodzaju cechach, które mogły odgrywać podobną rolę.
We współczesnej kulturze Lakota określenie „winkte” jest zwykle używany w odniesieniu do homoseksualnego mężczyzny, bez względu na to, czy ta osoba jest w inny sposób nonkonformistyczna płciowo. Mogą oni, ale nie muszą uważać się za część bardziej popularnych społeczności gejowskich, LGBT lub panindiańskich wspólnot two-spirit.

## Winktew społeczeństwie
Winkte miał często prawo ubierać się w sposób łączący elementy porządku żeńskiego z elementami porządku męskiego lub w sposób właściwy dla płci przeciwnej. Pełnił ważne funkcje społeczne, magiczne, religijne. Wiele obrzędów i ceremonii wymagało bezwarunkowo obecności winkte'ów. Np. Taniec Słońca u Indian Lakota mógł być wykonywany tylko przez Winkte'ów. Ich obecności wymagały uroczystości weselne.
Miał przywilej dostępu do prac kobiecych i męskich, od polowania po szycie i przyrządzanie posiłków. Uznawany był często za autorytet w sprawach estetycznych, w sprawach rzemiosła, itp. Jego pozycja miała charakter uprzywilejowany. Bywali prorokami, w niektórych plemionach takie kobiety zostawały wodzami.
Mężczyzna-winkte miał nawet prawo wyjść za mąż, co było społecznie postrzegane jako bardzo korzystne dla niego. Nie zawsze jego małżonek był homoseksualistą. Zdarzało się, że bogaty mężczyzna lub bardzo dobry myśliwy uzbrojony już w broń palną potrzebował kilku żon, żeby mogły uporać się np. z całą upolowaną przez niego zwierzyną (oporządzić mięso, wygarbować skóry i wykonać z niej np. odzież), więc oprócz jednej czy kilku kobiet poślubiał także winkte'a.
Wpływ cywilizacji Zachodu, w tym przemoc stosowana przez białych wobec winkte'ów (zob. Trexler), spowodowały rozwój tendencji homofobicznych w niektórych społeczeństwach Indian północnoamerykańskich i doprowadziły gdzieniegdzie do pogorszenia sytuacji winkte'ów.

## Terminologia
Starszym terminem używanym do określenia winkte'a był berdache, powszechnie stosowany w antropologii tych społeczeństw, jakkolwiek w języku potocznym stał się, zwłaszcza w j. angielskim, zwrotem o zabarwieniu pejoratywnym. Pochodzi z francuskiego od hiszpańskiego bardaxa/bardaje/bardaja, włoskiego bardasso/berdasia, arabskiego bardaj i perskiego bardaj lub barah, co oznaczało utrzymanka lub męską prostytutkę.
Od pewnego czasu sami Indianie postulują przejście do terminów pochodzących z ich języków lub będącego przekładem ich nazwy w niektórych językach określenia „osoby o podwójnej duszy” (two-spirit) – czyli zarazem męskiej i żeńskiej – ponieważ określenie berdache jest zupełnie nieadekwatne do roli, jaką winkte odgrywali w społeczeństwach Indian. Indianie zaproponowali to na konferencji w Winnipeg w 1990.